# Sweet Impact
Singles de BoA
Winter Love
(2006) Love Letter
(2007)
Sweet Impact est le 23e single de BoA sorti sous le label Avex Trax le 25 avril 2007 au Japon. Il atteint la 5e place du classement de l'Oricon et reste classé 7 semaines pour un total de 42 789 exemplaires vendus. La chanson Sweet Impact se trouve sur l'album The Face.

## Liste des titres
| 1. | Sweet Impact                                            |  |
| 2. | Bad Drive                                               |  |
| 3. | So Real (ArmySlick's scratch build vocal) (First Press) |  |
| 4. | Sweet Impact (TV Mix)                                   |  |
| 5. | Bad Drive (TV Mix)                                      |  |

| 1. | Sweet Impact (video clip) |  |